# Esperiopsis praedita
Esperiopsis praedita är en svampdjursart som beskrevs av Topsent 1892. Esperiopsis praedita ingår i släktet Esperiopsis och familjen Esperiopsidae. Inga underarter finns listade i Catalogue of Life.